# Gustav Hermann Brinckmann
Gustav Hermann Brinckmann (ur. 1 marca 1853 w Gdańsku, zm. 28 kwietnia 1928 tamże) – gdański kupiec i armator, holenderski urzędnik konsularny.

## Życiorys
Rodzina pochodziła z Holandii. Absolwent z 1870 wywodzącej się z b. Akademii Handlowej (Handelsakademie) w Gdańsku Szkoły Realnej (Realschule). Odbył cały szereg podróży, m.in. do Strasburga (1872), Brukseli (1873), Nowego Jorku (w 1874 należącym do rodzinnej firmy handlowo-armatorskiej G.F. Focking barkiem "Gustav Friedrich Focking"), i Amsterdamu (1875). Pracował w firmie w której powierzano mu coraz bardziej odpowiedzialne funkcje – prokurenta (1878) i współwłaściciela (1885). Ostatecznie firmę przejął w 1905 po śmierci ojca Hermanie Theodorze Brinckmanie, przenosząc jej siedzibę pod nowy adres przy Jopengasse 15, ob. ul. Piwnej (1907–1921), następnie przy Hundegasse 35, ob. ul. Ogarnej (1922–1927). Pełnił też funkcję wicekonsula (1879–1905) a później konsula Holandii w Gdańsku (1905–1927). Prowadził też kantor Loterii Pruskiej (Preussische Staatslotterie) oraz był przedstawicielem i agentem dwóch towarzystw asekuracyjnych – z Amsterdamu i USA (od 1905). W latach 1920–1924 współpracował z gdańską misją Amerykańskiej Administracji Pomocy (American Relief Administration).